# Saurer F006

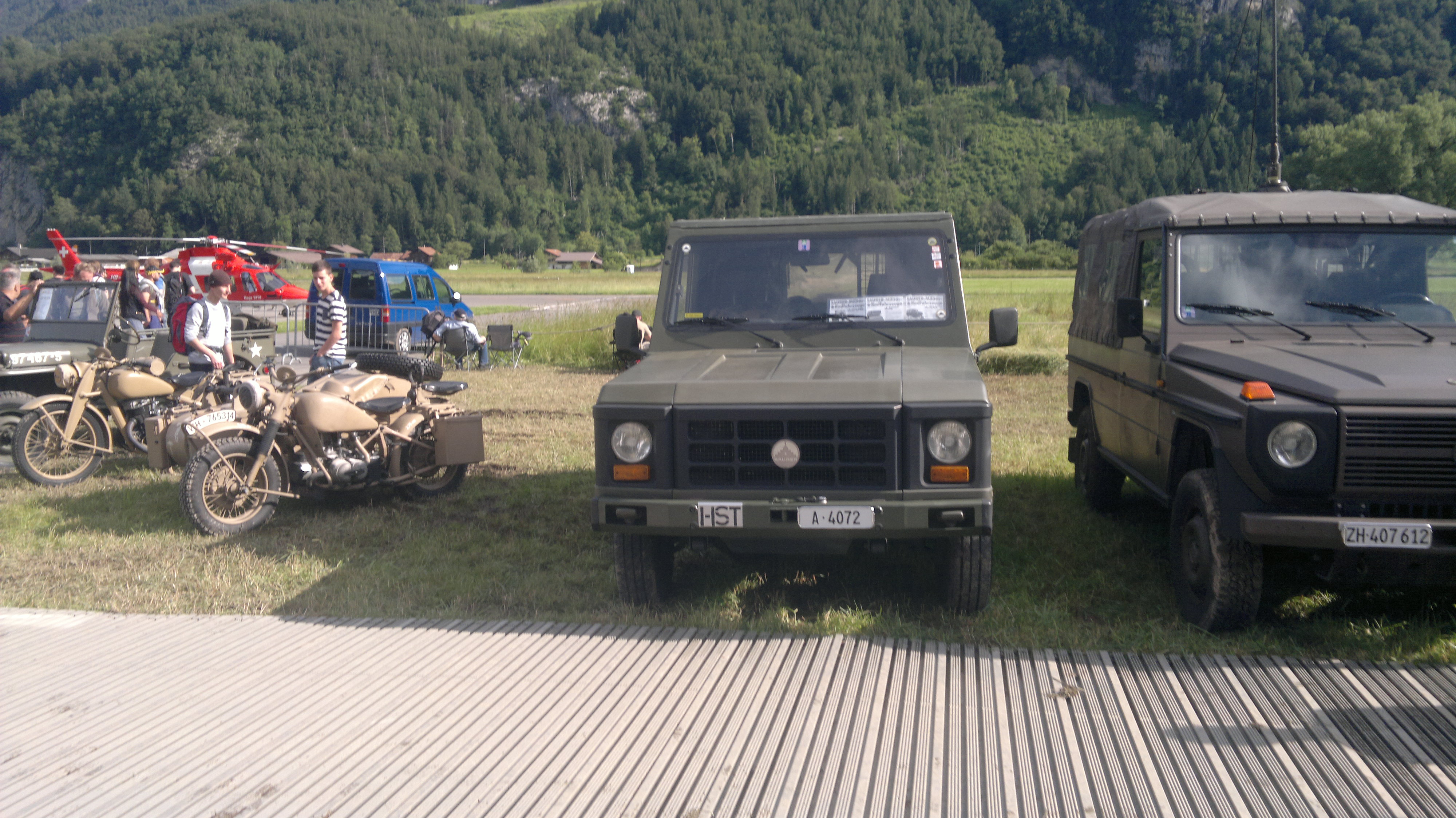
Saurer F006 neben dem Puch (2016)

Die Saurer F006 (auch als Saurer 288 bezeichnet) und F007 waren, nebst den von der Adolph Saurer AG für die Schweizer Armee hergestellten geländegängigen LKWs Saurer 6DM und Saurer 10DM, die letzten Fahrzeugkonstruktionen dieses Herstellers.

## Geschichte
Ende der 1970er-Jahre war der F006 vom Lastwagenhersteller Saurer in Arbon als Jeep-Nachfolger für die Schweizer Armee gedacht. Daneben sollte das Fahrzeug auch für Feuerwehren gefertigt werden sowie als Arbeitsfahrzeuge des Gemeindewesens, wie Strassenunterhaltsbetriebe, Elektrizitäts- und Wasserversorger, Förster usw. Ein Verkauf an Privatnutzer (wie der Mercedes G) wurde nicht thematisiert, wäre aber wahrscheinlich gewesen; jedoch hatte Monteverdi bereits auf dem Genfer Auto-Salon 1979 der Öffentlichkeit die Zivilversion 260Z seines Military 230 vorgestellt. Der Saurer F006 basierte auf dem Military. Von dem 260Z blieb es bei den drei Prototypen, die heute im Monteverdi-Museum in Binningen stehen.

## Technik
Es handelt sich beim Saurer F006 um ein geländegängiges Personenkraftfahrzeug mit Allradantrieb. Das Konzept wurde vom Autobauer Peter Monteverdi übernommen, bei Berna weiter konstruiert und verbessert. Saurer hatte die Produktion übernommen. Die Achsen stammen vom IHC Scout (Jeep ICH Scout vom Hersteller International Harvester). Das Fahrzeug hatte eine Kunststoffkarosserie aus Polyester. Als Antrieb diente ein Sechszylinder-Ottomotor von Volvo mit einem Automatikgetriebe. Die Höchstgeschwindigkeit lag bei 100 km/h. Im Gegensatz zum Mercedes G und Puch 230GE waren die Frontblinker konventionell an der Fahrzeugfront angebracht (und nicht auf der Motorhaube). Die in der Frontstossstange angebrachten Standlichter können mit Aufsätzen zu Tarnlicht umfunktioniert werden. Das Grundfahrzeug verfügt über eine feste nach hinten offene Führerkabine. Die Ladefläche/Passagiersitze sind mit einer schnell montierbaren/demontierbaren Kunststoffplane geschlossen. Am Heck ist bei der Militärausführung eine Halterung für einen Benzinkanister; bei der Feuerwehrausführung ist ein fester Aufbau vorhanden.
1980 präsentierte Saurer den F006, und bis 1982 testete die Kriegstechnische Abteilung der Schweizer Armee die F006 und schätzte die Geländegängigkeit. Jedoch wurde der Puch 230GE beschafft. Ohne den Auftrag der Armee war keine wirtschaftlich rentable Produktion möglich, und es blieb bei den 24 gebauten Prototypen, wovon einer bis 1988 im Dienst der Betriebsfeuerwehr von Saurer verblieb und anschliessend an den Oldtimer-Club Saurer abgegeben wurde. Die restlichen Fahrzeuge befinden sich in Privatbesitz.

## Saurer F007
Gleichzeitig mit dem Saurer F006 wurde der Saurer F007 1980 als Pinzgauer-ähnlicher Laster der Öffentlichkeit vorgestellt. Der F007 verwendet dasselbe Fahrgestell und dieselbe Antriebseinheit wie der F006, jedoch ist im Gegensatz zum F006 die Führerkabine nicht hinter dem Motor, sondern auf dem Motorraum (wie bei vielen Lieferwagen) angebracht. Es handelt sich daher um einen sogenannten Frontlenker. Das Fahrzeug verfügt im Gegensatz zum F006 über drei Scheibenwischer statt zwei und vier Frontscheinwerfer statt zwei; auch Frontstandlicht und Blinker sind in derselben Scheinwerferfassung untergebracht. Der Tankstutzen ist auf der linken Seite unmittelbar hinter der Fahrertüre und nicht wie beim F006 auf der rechten Seite zwischen Heck und Hinterrad. Das Fahrzeug verfügt über eine feste Führerkabine, die nach hinten offen ist. Die Ladefläche, Passagierraum ist mit einer Kunststoffplane inklusive zweier Kunststofffenster pro Seite abgedeckt. Auch dieser Laster basierte auf dem Konzept des Frontlenker-Modells 260 F von Monteverdi. Für die Schweizer Armee wurden ab 1982 Geländewagen zur Erprobung hergestellt. Auch hier schätzte die Armee die hohe Geländegängigkeit der erprobten Prototypen, kaufte jedoch keine weiteren Fahrzeuge. Die bestehenden Saurer F007 befinden sich heute in Privatbesitz.